# گردان امت
گردان امت یکی از گروه‌های درگیر در جنگ داخلی سوریه است.این گروه هرچند یک گروه سلفی است ولی از سلفیت جهادی فاصله گرفته است و خواستار برپایی خلافت اسلامی و نابودی دولت سوریه نیست.گردان امت نیروهایش متشکل از جنگجویان خارجی است و رهبرش مهدی الهراتی، اهل کشور لیبی است.